# Горн (Австрія)
Горн (нім. Horn) — місто в Австрії, у федеральній землі Нижня Австрія.
Центр округу Горн. Населення становить 6520 осіб (на 1 січня 2018 року). Займає площу 39,27 км².

## Історія
Найдавніші підтверджені сліди людської діяльності в цій місцевості відносяться до Оріньяцької культури під час льодовикової ери. У західній частині сучасного Горна є місце, де було виявлено багаття віком 30 000 років з фрагментами кісток тварин, що водилися у плейстоцені (мамонт, північний олень, дикі коні), і численні кам'яні знаряддя. Підніжжя нижньоавстрійського Гальгенберга заселені вже 12 000 років. Сліди сільськогосподарської діяльності датуються 5000 роком до нашої ери. Багато археологічних слідів показують, що територія була заселена без значних перерв протягом доісторичного та античного періодів, аж до наших днів.
У середині XI століття назва Горн вперше зустрічається в латинській формі Hornarun в документі про укріплену церкву св. Стефана. У пізньому середньовіччі місто Горн відігравало важливу роль у регіоні. Місто було важливим торговим центром з митницею та судом. Історичні міські стіни з вежами залишилися майже недоторканими донині. Наприкінці 16 століття місто стало центром Реформації. У XVII столітті була створена вища школа, а громада складалася з 30 будинків суконників і красильників. У 1732 році була заснована пивоварня, яка спеціалізувалась на пшеничному пиві, а пізніше також на зеленому пиві.
У 1850 році Горн став центром округу Горн. У 1889 році місто отримало залізничне сполучення з загальною мережею.

## Визначні місця
- Костел Св. Стефана (11; 17 ст.)
- Костел Св. Георга (16 ст.)
- Монастир, костел та бібліотека піарів (17 ст.)
- Міський шпиталь (14 ст., згодом розбудована) із каплицею (15 ст.)
- будинки суконників та красильників по вул. Raabser Straße (17 ст.)
- Музей сільськогосподарських машин
- Замок
- Будинок окружного суду

## Видатні уродженці
- Крістоф Баумгартнер